# Dudu (personagem)
Dudu é uma personagem de Mauricio de Sousa e pertence à Turma da Mônica, criado em fevereiro de 1989. É o priminho, vizinho e melhor amigo da Magali e detesta comer. É um pestinha de cinco anos, mimado e curioso.

## História
Costuma aparecer nas histórias incomodando os demais personagens (especialmente o Cebolinha) e comumente está brincando com a Magali. Morre de medo do Mingau, o gato da Magali. É bastante esperto e brincalhão para uma criança que (quase) não come e sempre leva a melhor no final, mesmo contra a Mônica, o que o torna um personagem irritante e legal. O verdadeiro nome de Dudu é "Eduardo de Lima Donato Moreno".

## Turma da Mônica Jovem
Assim como na série infantil, Dudu e um pouco mais novo que os demais personagens; na série jovem, é retratado como pré-adolescente, ainda sendo mais velho que Maria Cebolinha, que sendo um bebê em Turma da Mônica, é uma criança em Turma da Mônica Jovem. Continua dando palpites e se intrometendo nas histórias dos personagens mais velhos que ele. Até agora não é retratada a relação de irmão que possui com Magali durante essa série. Nisso, Dudu tem 13 anos, se alimenta direito e é skatista, mas continua um pequeno peste.

## Nota
Na história em quadrinhos, "O DVD encantado", da Panini, Dudu pergunta à Magali: "Faz pipoca?" e ela responde: "Claro!" e depois os dois comem pipoca enquanto assistem a um DVD. Isso não faz sentido às características do menino, pois ele detesta comer e é preciso insistir muito para o menino comer, e desta vez ele quis comer pipoca. Pode ser que desta vez ele finalmente ficou com fome e então aceitou, ou talvez pipoca fosse a única comida que o garoto comia ou foi engano do estúdio.